# Superstition (Stevie Wonder)

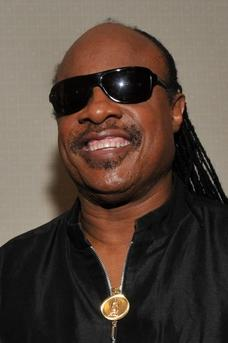
Stewie Wonder

Superstition è una canzone scritta nel 1972 da Stevie Wonder, e registrata da Wonder per l'album Talking Book, da cui fu estratta come primo singolo. Il brano fu prodotto dallo stesso Wonder.
Il brano nel 1974 vinse il Grammy Award alla miglior canzone R&B ed il Grammy Award per "Best R&B Vocal Performance, Male".
Nel novembre 2004 la rivista Rolling Stone ha classificato il brano alla posizione 74 della lista delle 500 migliori canzoni della storia; nell'aggiornamento del 2021 della medesima lista è salito poi in 12ª posizione.

## Storia
Wonder aveva scritto originariamente Superstition per Jeff Beck, ma l'insistenza del suo manager lo convinse a registrare egli stesso il brano, mentre a Beck fu offerto Cause We've Ended As Lovers, benché in seguito anche lui registrò una cover di Superstition.
Superstition rappresentò per Wonder un netto cambiamento rispetto ai brani che aveva registrato fino a quel momento, passando dal tipico pop della Motown ad uno stile più personale, che permeerà tutti i suoi lavori a venire.
La canzone parla delle superstizioni, e menziona numerose credenze popolari nel testo:
| Thirteen-month-old baby Broke the looking glass Seven years of bad luck The good things in your past | Un neonato di tredici mesi ha rotto lo specchio Sette anni di sfortuna le cose belle sono nel tuo passato |

Il ritornello inoltre contiene alcuni consigli:
| When you believe in things That you don't understand Then you suffer Superstition ain't the way | Quando credi in cose che non capisci allora soffri la superstizione non è la soluzione |

La caratteristica batteria che dà inizio al brano, fu suonata da Stevie Wonder, mentre il sassofono da Trevor Laurence. I suoni riprodotti dal sintetizzatore furono creati da Malcolm Cecil e Robert Margouleff.

## Tracce
7" Single Tamla Motown 006-94 0131972
1. Superstition - 4:09
2. You've Got It Bad Girl - 4:52

7" Single Motown 006-62 8461979
1. Superstition - 3:57
2. I Was Made To Love Her - 2:35

## Cover
Fra gli altri artisti ad aver registrato una cover del brano si possono citare Melvin Van Peebles, Raven-Symoné, Stevie Ray Vaughan, Widespread Panic, Quincy Jones, Jonas Brothers con Jordin Sparks, o Fred Bongusto. Alicia Keys ha campionato il brano in Karma (Karmastition Remix). Il brano è eseguito da Noemi durante i suoi tour a partire dal Sulla mia pelle tour, durante il RossoLive tour è eseguito in una versione duetto tra Noemi e Sarah Jane Morris. Nel 1993 Francesca Pettinelli realizza una cover per la compilation Non è la Rai 2 (RTI Music) e successivamente inserita nel suo album da solista del 1994 Dance with Francesca. Da ricordare anche il gruppo Beck, Bogert & Appice anno 1973.

## Utilizzo del brano nei media
Uno dei primi film in cui venne utilizzata Superstition nella colonna sonora fu La cosa diretto da John Carpenter. La canzone fu inserita nella versione cinematografica (theatrical version); invece nell'uscita del VHS, per questioni di diritti, fu sostituita con One chain don't make no prison dei Four Tops. Venne ripristinato il brano di Wonder nell'edizione DVD e Blu Ray. Nel film il brano viene trasmesso da una radio e se ne sente un frammento in una scena del film. Nel film di Wes Craven Vampiro a Brooklyn, la canzone accompagna i titoli di coda. La canzone compare anche in Io, robot con Will Smith, Io ballo da sola di Bernardo Bertolucci e La casa dei fantasmi con Eddie Murphy. Il brano ha inoltre accompagnato gli spot pubblicitari della Levi's trasmessi negli Stati Uniti nel 2006.

## Classifiche
| Classifica (1972-73)   | Posizione più alta |
| ---------------------- | ------------------ |
| U.S. Billboard Hot 100 | 1                  |
| U.S. R&B Chart         | 1                  |
| Regno Unito            | 11                 |
| Paesi Bassi            | 10                 |
| Italia                 | 13                 |